# 20852 Еллілендстром
20852 Еллілендстром (2000 VY12, 1979 OE4, 1998 BH34, 20852 Allilandstrom) — астероїд головного поясу, відкритий 1 листопада 2000 року.
Тіссеранів параметр щодо Юпітера — 3,448.